# Kleinaitingen
Kleinaitingen là một đô thị tại huyện Augsburg bang Bayern nước Đức. Đô thị Kleinaitingen thuộc liên xã Großaitingen, có diện tích 15,67 km², dân số thời điểm ngày 31 tháng 12 năm 2006 là 1230 người.